# Сиротін Павло Анатолійович
Павло Анатолійович Сиротін (також Павло Анатолійович Сіротін, рос. Павел Анатольевич Сиротин, кирг. Павел Анатольевич Сиротин нар. 29 вересня 1967, Бішкек) — радянський та український футболіст, що виступав на позиції воротаря, уродженець Киргизстану. Відомий за виступами в низці українських клубів, зокрема у вищій лізі за «Кремінь» та «Прикарпаття», тривалий час грав у чернівецькій «Буковині», в складі якої зіграв понад 170 матчів у матчах чемпіонату і Кубку України. Після закінчення кар'єри гравця — футбольний тренер у низці українських та киргизьких клубів.

## Клубна кар'єра
Народився Павло Сиротін у столиці Киргизької РСР Фрунзе, де й розпочав заняття футболом. Не маючи спортивної статури і великого таланту від народження, він компенсував відсутність цих якостей великою працелюбністю на тренуваннях. Молодий воротар спочатку залучався у дитячі та юнацькі збірні республіки, й уже в 16 років дебютував у другій лізі СРСР у команді центру олімпійського резерву зі свого рідного міста. Наступного року він дебютував і за головну команду Киргизії радянських часів «Алгу», проте він не зумів відразу стати її головним воротарем, і сезон 1988 року провів у іншій киргизькій команді другої союзної ліги «Алай» із Оша. Після повернення до «Алги» Сиротін став основним її голкіпером аж до закінчення останнього чемпіонату СРСР у 1991 році.
Після розпаду СРСР, коли планувалось проведення чемпіонату СНД з футболу за участю команд із Росії, Узбекистану, Казахстану та ще кількох колишніх союзних республік, Павло Сиротін вирішив на деякий час затриматись у «Алзі», надіючись на виступи у сильній міжнародній лізі. Однак після відмови московських клубів від участі в цьому турнірі, а також відмови від запланованої попередньо так званої Середньоазійської футбольної ліги за участю «Пахтакора», «Кайрата» і «Паміра», Сиротін вирішує покинути «Алгу», та спробувати свої сили у закордонних клубах. Спочатку воротар з Киргизії вирішив спробувати свої сили в клубах Угорщини, але не закріпившись у них, вирішує прийняти запрошення свого колишнього партнера по команді Семена Осіновського стати гравцем команди першої української ліги «Кристал» із Чорткова. Уже за кілька місяців Сиротін дебютував у вищій українській лізі за «Кремінь» із Кременчука. У цьому клубі він відразу ж став основним воротарем, проте у 1994 році він поступився місцем основного голкіпера Юрію Чумаку, що стало причиною його переходу з початку 1995 року до команди першої ліги «Буковина» з Чернівців. У чернівецькій команді Сиротін став основним воротарем, а в сезоні 1995—1996 років разом із командою став срібним призером турніру першої ліги, проте саме у цьому сезоні до вищої ліги виходила лише одна команда у зв'язку із її скороченням до 16 команд.
На початку 1997 року Сиротін повертається до виступів у вищій українській лізі у складі іванофранківського «Прикарпаття». У цьому клубі воротар виступав протягом двох років, проте гра команди з часом погіршувалась, і Сиротін повернувся до свого колишнього клубу «Кремінь», який, щоправда, через півроку вибув із першої до другої ліги. Після вильоту команди до другої ліги Павло Сиротін на рік повертається до «Буковини», яка на той час також вибула до другої ліги, допомагає команді виграти зональний турнір та повернутися до першої ліги, а з початку 2001 року стає гравцем на той час першолігової команди «Нива» з Тернополя, проте в цій команді він уже не був основним воротарем. У 2002 році Сиротін повертається до «Прикарпаття», проте в самій іванофранківській команді не грає, лише знаходиться у запасі в кількох матчах, виходячи на поле лише у складі її фарм-клубу ЛУКОР із Калуша, який грав у другій лізі. З початку 2003 року воротар знову грає у складі «Буковини», яка на той час знову вибула до другої ліги, а в кінці 2004 року на деякий час припиняє професійну кар'єру та грає за аматорські команду «Митник» з Вадул-Сірета і «Лужани», а також футзальному клубі «Меркурій-ЧТЕІ». У 2007 році він знову повертається до виступів у «Буковині», де фактично був граючим тренером, а з 2008 року завершує кар'єру футболіста і стає одним із тренерів чернівецького клубу.

## Тренерська кар'єра
Після закінчення виступів на футбольних полях Павло Сиротін став асистентом головного тренера і тренером воротарів у «Буковині» У 2010 році Сиротін повернувся на свою історичну батьківщину — Киргизстан, де очолив молодіжну команду «Дордой-94», яка виступала в місцевому другому дивізіоні, та зумів значно покращити її виступи, піднявши її на 5 підсумкове місце в лізі. Після цього Павла Сиротіна запросили очолити його рідний клуб «Алга». Спочатку новий наставник зумів налагодити гру команди, проте після розгромної поразки його підопічних у фіналі Кубка Киргизстану проти клубу «Дордой» Сиротін сам подав у відставку, звинувативши в поразці футболістів «Алги». Після цього Сиротін повернувся до роботи у футбольну школу «Дордой-94».

## Особисте життя
Павло Сиротін одружений, його син також займався футболом. Його брат, Михайло Сиротін є киргизьким футболістом, який також виступав на позиції воротаря в низці киргизьких клубів Топ-Ліги.

## Досягнення
- Переможець Другої ліги України: 1999/00
- Срібний призер Першої ліги України: 1995/96